# Samuil (Bulgaria)
Samuil (in bulgaro Самуил?) è un comune bulgaro situato nella Regione di Razgrad di 12 127 abitanti (dati 2009). La sede comunale è nella località omonima

## Località
Il comune è formato dall'insieme delle seguenti località:
- Bogdanci
- Bogomilci
- Goljam izvor
- Goljama voda
- Huma
- Hărsovo
- Kara Mihal
- Krivica
- Nožarovo
- Pčelina
- Samuil (sede comunale)
- Vladimirovci
- Zdravec
- Željazkovec